# Staksrode Skov
Staksrode Skov (eller Stagsrode Skov, tidligere også Staxrode) er en 218 hektar stor skov på nordsiden af Vejle Fjord, mellem Barrit Skov og Stouby Skov, i Hedensted Kommune. Skoven blev købt af staten i 1930.
Skovskrænterne ned til fjorden er præget af adskillige skred, hvor hele skovpartier er gledet ned mod fjorden på den plastiske ler der ligger under.
Det er hovedsageligt en blandet løvskov og den er udlagt som urørt naturskov. Skoven er kendt for at huse flere forskellig orkidearter, der vokser på teresseformede plateauer der er skabt ved jordskreddene. 
Skoven er en del af Natura 2000-område nr. 78 Skove langs nordsiden af Vejle Fjord. I skoven ligger middelalderborgen Stagsevold. I skoven  er 198 hektar udlagt til urørt skov.